# Primera División de Bolivia 2007
La Primera División de Bolivia 2007 fue la 57.ª edición de la Primera División de Bolivia de fútbol. El torneo lo organizó la Liga de Fútbol Profesional Boliviano (LFPB). Se inició con el Torneo Apertura 2007, y finalizó con el Torneo Clausura 2007.

## Equipos participantes
| Posición | Equipo ascendido de la Copa Simón Bolívar 2006 |
| -------- | ---------------------------------------------- |
| 1º       | Real Mamoré                                    |

| Posición | Equipo descendido de la Temporada 2006 |
| -------- | -------------------------------------- |
| 12º      | Unión Central                          |

El número de equipos para la temporada 2007 sigue siendo 12, el mismo que la temporada anterior.
Unión Central terminó último en la Tabla del Descenso y fue relegado a la Segunda División luego de permanecer por 8 temporadas en Primera División. Fue reemplazado por el campeón de la Copa Simón Bolívar 2006, Real Mamoré, que debutará en la LFPB.
| Equipo            | Fundación                | Ciudad     | Estadio                 | Capacidad |
| ----------------- | ------------------------ | ---------- | ----------------------- | --------- |
| Aurora            | 27 de mayo de 1935       | Cochabamba | Félix Capriles          | 32.000    |
| Blooming          | 1 de mayo de 1946        | Santa Cruz | Ramón Tahuichi Aguilera | 35.000    |
| Bolívar           | 12 de abril de 1925      | La Paz     | Hernando Siles          | 42.000    |
| Destroyers        | 14 de septiembre de 1948 | Santa Cruz | Ramón Tahuichi Aguilera | 35.000    |
| La Paz FC         | 30 de mayo de 1989       | La Paz     | Hernando Siles          | 42.000    |
| Oriente Petrolero | 5 de noviembre de 1955   | Santa Cruz | Ramón Tahuichi Aguilera | 35.000    |
| Real Mamoré       | 1 de enero de 2006       | Trinidad   | Gran Mamoré             | 15.000    |
| Real Potosí       | 1 de abril de 1986       | Potosí     | Víctor Agustín Ugarte   | 30.000    |
| San José          | 19 de marzo de 1942      | Oruro      | Jesús Bermúdez          | 30.000    |
| The Strongest     | 8 de abril de 1908       | La Paz     | Hernando Siles          | 42.000    |
| Universitario     | 5 de abril de 1961       | Sucre      | Olímpico Patria         | 30.000    |
| Wilstermann       | 24 de noviembre de 1949  | Cochabamba | Félix Capriles          | 32.000    |

## Torneo Apertura
El Torneo Apertura llevó el nombre de Alberto Lozada Cuéllar.

### Tabla de posiciones
|                   | Pos. | Equipos                  | PJ | PG | PE | PP | GF | GC | Dif. | Pts. |
| ----------------- | ---- | ------------------------ | -- | -- | -- | -- | -- | -- | ---- | ---- |
|                   | 1.   | Real Potosí (C)          | 22 | 12 | 3  | 7  | 46 | 25 | 21   | 39   |
| Copa Sudamericana | 2.   | Bolívar Nota 2           | 22 | 10 | 4  | 8  | 32 | 37 | -5   | 37   |
|                   | 3.   | La Paz FC                | 22 | 10 | 5  | 7  | 31 | 23 | 8    | 35   |
|                   | 4.   | Wilstermann              | 22 | 10 | 5  | 7  | 29 | 23 | 6    | 35   |
|                   | 5.   | Oriente Petrolero Nota 2 | 22 | 10 | 7  | 5  | 33 | 30 | 3    | 34   |
|                   | 6.   | Blooming                 | 22 | 10 | 1  | 11 | 32 | 35 | -3   | 31   |
|                   | 7.   | The Strongest Nota 1     | 22 | 8  | 5  | 9  | 36 | 40 | -4   | 31   |
|                   | 8.   | Aurora                   | 22 | 8  | 5  | 9  | 37 | 34 | 3    | 28   |
|                   | 9.   | San José Nota 1          | 22 | 8  | 4  | 10 | 36 | 35 | 1    | 27   |
|                   | 10.  | Destroyers               | 22 | 7  | 5  | 10 | 28 | 35 | -7   | 26   |
|                   | 11.  | Universitario            | 22 | 7  | 4  | 11 | 32 | 32 | 0    | 25   |
|                   | 12.  | Real Mamoré              | 22 | 7  | 3  | 12 | 26 | 49 | -23  | 24   |

|  |                                                                                          |
|  | Campeón del Torneo Apertura y Clasificado para la Copa Libertadores 2008 como Bolivia 1. |
|  | Clasificado para la Copa Sudamericana 2008 como Bolivia 1.                               |

Nota 1: Se descontó 1 punto a San José y se aumentó 2 a The Strongest porque San José incumplió la norma de contar con al menos 7 futbolistas nacionales en cancha durante el partido de la fecha 16 disputado el 16 de mayo.
Nota 2: Se descontó 3 puntos a Oriente Petrolero y se aumentó a Bolívar por alinear 3 jugadores con sanciones disciplinarias en el partido de la fecha 22 disputado el 13 de junio.

### Fixture
| The Strongest     | 6 - 2 | Destroyers  | Hernando Siles          | 6 de marzo  | 20:10 |
| La Paz FC         | 1 - 0 | Blooming    | Félix Capriles          | 7 de marzo  | 20:00 |
| Real Potosí       | 2 - 1 | Wilstermann | Mario Mercado           | 7 de marzo  | 20:00 |
| Universitario     | 2 - 4 | Aurora      | Olímpico Patria         | 7 de marzo  | 20:00 |
| Oriente Petrolero | 1 - 0 | San José    | Ramón Tahuichi Aguilera | 8 de marzo  | 20:30 |
| Real Mamoré       | 0 - 0 | Bolívar     | Gran Mamoré             | 14 de marzo | 16:00 |

| Bolívar           | 2 - 3 | Universitario | Hernando Siles          | 11 de marzo | 15:30 |
| San José          | 3 - 0 | Real Mamoré   | Jesús Bermúdez          | 11 de marzo | 15:30 |
| Aurora            | 2 - 3 | Wilstermann   | Félix Capriles          | 11 de marzo | 16:00 |
| Destroyers        | 4 - 1 | Blooming      | Ramón Tahuichi Aguilera | 11 de marzo | 18:00 |
| Oriente Petrolero | 0 - 0 | La Paz FC     | Ramón Tahuichi Aguilera | 12 de marzo | 20:30 |
| Real Potosí       | 3 - 4 | The Strongest | Mario Mercado           | 3 de mayo   | 20:00 |

| La Paz FC     | 3 - 0 | Destroyers        | Hernando Siles          | 17 de marzo | 15:30 |
| The Strongest | 2 - 2 | Aurora            | Hernando Siles          | 18 de marzo | 15:00 |
| Universitario | 3 - 0 | San José          | Olímpico Patria         | 18 de marzo | 15:30 |
| Real Mamoré   | 2 - 3 | Oriente Petrolero | Gran Mamoré             | 18 de marzo | 16:00 |
| Wilstermann   | 1 - 0 | Bolívar           | Félix Capriles          | 18 de marzo | 17:00 |
| Blooming      | 4 - 2 | Real Potosí       | Ramón Tahuichi Aguilera | 18 de marzo | 19:00 |

| San José          | 0 - 2 | Wilstermann   | Jesús Bermúdez          | 24 de marzo | 15:30 |
| Aurora            | 2 - 0 | Blooming      | Félix Capriles          | 24 de marzo | 18:00 |
| Real Potosí       | 0 - 0 | Destroyers    | Mario Mercado           | 25 de marzo | 15:30 |
| Bolívar           | 1 - 1 | The Strongest | Hernando Siles          | 25 de marzo | 15:30 |
| Real Mamoré       | 1 - 1 | La Paz FC     | Gran Mamoré             | 25 de marzo | 16:00 |
| Oriente Petrolero | 2 - 2 | Universitario | Ramón Tahuichi Aguilera | 25 de marzo | 18:00 |

| The Strongest | 0 - 1 | San José          | Hernando Siles          | 31 de marzo | 15:30 |
| Blooming      | 1 - 0 | Bolívar           | Ramón Tahuichi Aguilera | 31 de marzo | 18:00 |
| La Paz FC     | 1 - 0 | Real Potosí       | Hernando Siles          | 1 de abril  | 15:30 |
| Wilstermann   | 1 - 1 | Oriente Petrolero | Félix Capriles          | 1 de abril  | 15:30 |
| Universitario | 4 - 0 | Real Mamoré       | Olímpico Patria         | 1 de abril  | 15:30 |
| Destroyers    | 1 - 1 | Aurora            | Ramón Tahuichi Aguilera | 1 de abril  | 18:00 |

| Universitario     | 1 - 0 | La Paz FC     | Olímpico Patria         | 4 de abril | 20:00 |
| San José          | 2 - 0 | Blooming      | Jesús Bermúdez          | 4 de abril | 20:00 |
| Aurora            | 0 - 1 | Real Potosí   | Félix Capriles          | 4 de abril | 20:00 |
| Real Mamoré       | 3 - 1 | Wilstermann   | Gran Mamoré             | 4 de abril | 20:00 |
| Bolívar           | 1 - 0 | Destroyers    | Hernando Siles          | 4 de abril | 20:00 |
| Oriente Petrolero | 4 - 1 | The Strongest | Ramón Tahuichi Aguilera | 5 de abril | 20:30 |

| The Strongest | 5 - 0 | Real Mamoré       | Hernando Siles          | 7 de abril | 15:30 |
| La Paz FC     | 2 - 2 | Aurora            | Hernando Siles          | 8 de abril | 15:30 |
| Real Potosí   | 6 - 2 | Bolívar           | Mario Mercado           | 8 de abril | 15:30 |
| Wilstermann   | 0 - 0 | Universitario     | Félix Capriles          | 8 de abril | 16:00 |
| Blooming      | 2 - 1 | Oriente Petrolero | Ramón Tahuichi Aguilera | 8 de abril | 18:00 |
| Destroyers    | 3 - 2 | San José          | Ramón Tahuichi Aguilera | 8 de abril | 20:30 |

| Wilstermann       | 2 - 1 | La Paz FC     | Félix Capriles          | 14 de abril | 20:00 |
| San José          | 1 - 1 | Real Potosí   | Jesús Bermúdez          | 15 de abril | 15:30 |
| Universitario     | 1 - 3 | The Strongest | Olímpico Patria         | 15 de abril | 15:30 |
| Bolívar           | 2 - 1 | Aurora        | Hernando Siles          | 15 de abril | 15:30 |
| Real Mamoré       | 2 - 2 | Blooming      | Gran Mamoré             | 15 de abril | 16:00 |
| Oriente Petrolero | 1 - 1 | Destroyers    | Ramón Tahuichi Aguilera | 15 de abril | 18:00 |

| Destroyers    | 3 - 2 | Real Mamoré       | Ramón Tahuichi Aguilera | 18 de abril | 18:00 |
| Blooming      | 1 - 0 | Universitario     | Ramón Tahuichi Aguilera | 18 de abril | 20:00 |
| Aurora        | 2 - 0 | San José          | Félix Capriles          | 18 de abril | 20:00 |
| La Paz FC     | 3 - 1 | Bolívar           | Hernando Siles          | 18 de abril | 20:00 |
| The Strongest | 1 - 1 | Wilstermann       | Hernando Siles          | 19 de abril | 20:00 |
| Real Potosí   | 4 - 1 | Oriente Petrolero | Mario Mercado           | 23 de mayo  | 18:00 |

| Wilstermann       | 2 - 0 | Blooming    | Félix Capriles          | 21 de abril | 18:00 |
| Universitario     | 3 - 0 | Destroyers  | Olímpico Patria         | 22 de abril | 15:30 |
| The Strongest     | 0 - 4 | La Paz FC   | Hernando Siles          | 22 de abril | 15:30 |
| San José          | 1 - 1 | Bolívar     | Jesús Bermúdez          | 22 de abril | 15:30 |
| Real Mamoré       | 3 - 1 | Real Potosí | Gran Mamoré             | 22 de abril | 16:00 |
| Oriente Petrolero | 1 - 0 | Aurora      | Ramón Tahuichi Aguilera | 22 de abril | 18:00 |

| La Paz FC   | 3 - 2 | San José          | Hernando Siles          | 25 de abril | 16:00 |
| Destroyers  | 2 - 1 | Wilstermann       | Ramón Tahuichi Aguilera | 25 de abril | 19:00 |
| Blooming    | 2 - 0 | The Strongest     | Ramón Tahuichi Aguilera | 25 de abril | 21:00 |
| Real Potosí | 3 - 2 | Universitario     | Mario Mercado           | 26 de abril | 18:30 |
| Bolívar     | 1 - 1 | Oriente Petrolero | Hernando Siles          | 2 de mayo   | 20:00 |
| Aurora      | 4 - 3 | Real Mamoré       | Félix Capriles          | 24 de mayo  | 20:00 |

| San José    | 9 - 2 | Oriente Petrolero | Jesús Bermúdez          | 29 de abril | 15:30 |
| Bolívar     | 4 - 1 | Real Mamoré       | Hernando Siles          | 29 de abril | 15:30 |
| Wilstermann | 1 - 0 | Real Potosí       | Félix Capriles          | 29 de abril | 18:00 |
| Blooming    | 2 - 0 | La Paz FC         | Ramón Tahuichi Aguilera | 29 de abril | 18:00 |
| Destroyers  | 1 - 2 | The Strongest     | Ramón Tahuichi Aguilera | 29 de abril | 20:00 |
| Aurora      | 1 - 0 | Universitario     | Félix Capriles          | 1 de mayo   | 16:00 |

| La Paz FC     | 0 - 0 | Oriente Petrolero | Hernando Siles          | 5 de mayo | 15:30 |
| The Strongest | 0 - 2 | Real Potosí       | Hernando Siles          | 6 de mayo | 15:30 |
| Universitario | 4 - 1 | Bolívar           | Olímpico Patria         | 6 de mayo | 15:30 |
| Wilstermann   | 1 - 0 | Aurora            | Félix Capriles          | 6 de mayo | 16:00 |
| Real Mamoré   | 2 - 1 | San José          | Gran Mamoré             | 6 de mayo | 16:00 |
| Blooming      | 1 - 0 | Destroyers        | Ramón Tahuichi Aguilera | 6 de mayo | 18:00 |

| Destroyers        | 3 - 4 | La Paz FC     | Ramón Tahuichi Aguilera | 9 de mayo  | 19:00 |
| Bolívar           | 1 - 0 | Wilstermann   | Hernando Siles          | 9 de mayo  | 20:00 |
| Oriente Petrolero | 2 - 0 | Real Mamoré   | Ramón Tahuichi Aguilera | 9 de mayo  | 21:00 |
| San José          | 2 - 1 | Universitario | Jesús Bermúdez          | 10 de mayo | 20:00 |
| Aurora            | 4 - 0 | The Strongest | Félix Capriles          | 10 de mayo | 20:00 |
| Real Potosí       | 4 - 0 | Blooming      | Mario Mercado           | 10 de mayo | 21:00 |

| La Paz FC     | 0 - 1 | Real Mamoré       | Hernando Siles          | 12 de mayo | 15:30 |
| The Strongest | 1 - 2 | Bolívar           | Hernando Siles          | 13 de mayo | 15:30 |
| Universitario | 1 - 1 | Oriente Petrolero | Olímpico Patria         | 13 de mayo | 15:30 |
| Wilstermann   | 1 - 1 | San José          | Félix Capriles          | 13 de mayo | 16:00 |
| Blooming      | 4 - 3 | Aurora            | Ramón Tahuichi Aguilera | 13 de mayo | 18:00 |
| Destroyers    | 2 - 0 | Real Potosí       | Ramón Tahuichi Aguilera | 13 de mayo | 20:00 |

| San José          | 2 - 2 | The Strongest | Jesús Bermúdez          | 16 de mayo | 20:00 |
| Aurora            | 1 - 1 | Destroyers    | Félix Capriles          | 16 de mayo | 20:00 |
| Real Potosí       | 2 - 0 | La Paz FC     | Mario Mercado           | 16 de mayo | 20:00 |
| Real Mamoré       | 5 - 1 | Universitario | Gran Mamoré             | 16 de mayo | 20:00 |
| Bolívar           | 3 - 2 | Blooming      | Hernando Siles          | 16 de mayo | 20:30 |
| Oriente Petrolero | 3 - 1 | Wilstermann   | Ramón Tahuichi Aguilera | 17 de mayo | 20:30 |
| 1.                |       |               |                         |            |       |

| La Paz FC     | 3 - 1 | Universitario     | Hernando Siles          | 20 de mayo | 14:00 |
| The Strongest | 3 - 1 | Oriente Petrolero | Hernando Siles          | 20 de mayo | 16:00 |
| Wilstermann   | 4 - 0 | Real Mamoré       | Félix Capriles          | 20 de mayo | 16:00 |
| Real Potosí   | 3 - 1 | Aurora            | Mario Mercado           | 20 de mayo | 16:00 |
| Blooming      | 1 - 2 | San José          | Ramón Tahuichi Aguilera | 20 de mayo | 18:00 |
| Destroyers    | 1 - 2 | Bolívar           | Ramón Tahuichi Aguilera | 20 de mayo | 20:00 |

| Real Mamoré       | 1 - 0 | The Strongest | Gran Mamoré             | 30 de mayo | 16:00 |
| Aurora            | 1 - 0 | La Paz FC     | Félix Capriles          | 30 de mayo | 20:00 |
| Bolívar           | 0 - 3 | Real Potosí   | Hernando Siles          | 30 de mayo | 20:00 |
| San José          | 1 - 0 | Destroyers    | Jesús Bermúdez          | 30 de mayo | 20:00 |
| Universitario     | 0 - 1 | Wilstermann   | Olímpico Patria         | 30 de mayo | 20:30 |
| Oriente Petrolero | 2 - 0 | Blooming      | Ramón Tahuichi Aguilera | 31 de mayo | 20:30 |

| The Strongest | 2 - 1 | Universitario     | Hernando Siles          | 2 de junio | 15:30 |
| La Paz FC     | 2 - 1 | Wilstermann       | Hernando Siles          | 3 de junio | 15:00 |
| Real Potosí   | 3 - 1 | San José          | Mario Mercado           | 3 de junio | 15:30 |
| Aurora        | 1 - 2 | Bolívar           | Félix Capriles          | 3 de junio | 17:00 |
| Blooming      | 5 - 1 | Real Mamoré       | Ramón Tahuichi Aguilera | 3 de junio | 19:00 |
| Destroyers    | 1 - 0 | Oriente Petrolero | Ramón Tahuichi Aguilera | 3 de junio | 21:00 |

| Bolívar           | 2 - 1 | La Paz FC     | Hernando Siles          | 6 de junio | 20:00 |
| San José          | 2 - 1 | Aurora        | Jesús Bermúdez          | 6 de junio | 20:00 |
| Real Mamoré       | 2 - 1 | Destroyers    | Gran Mamoré             | 6 de junio | 20:00 |
| Universitario     | 2 - 0 | Blooming      | Olímpico Patria         | 6 de junio | 20:00 |
| Wilstermann       | 2 - 3 | The Strongest | Félix Capriles          | 6 de junio | 20:00 |
| Oriente Petrolero | 1 - 0 | Real Potosí   | Ramón Tahuichi Aguilera | 6 de junio | 20:30 |

| Bolívar     | 3 - 1 | San José          | Hernando Siles          | 9 de junio  | 15:30 |
| Destroyers  | 1 - 0 | Universitario     | Ramón Tahuichi Aguilera | 10 de junio | 15:00 |
| Aurora      | 1 - 2 | Oriente Petrolero | Félix Capriles          | 10 de junio | 16:00 |
| La Paz FC   | 0 - 0 | The Strongest     | Hernando Siles          | 10 de junio | 16:00 |
| Blooming    | 1 - 2 | Wilstermann       | Ramón Tahuichi Aguilera | 10 de junio | 18:00 |
| Real Potosí | 6 - 0 | Real Mamoré       | Mario Mercado           | 10 de junio | 20:00 |

| The Strongest     | 0 - 3 | Blooming    | Hernando Siles          | 13 de junio | 20:00 |
| Wilstermann       | 1 - 1 | Destroyers  | Félix Capriles          | 13 de junio | 20:00 |
| Oriente Petrolero | 3 - 0 | Bolívar     | Ramón Tahuichi Aguilera | 13 de junio | 20:00 |
| San José          | 2 - 3 | La Paz FC   | Jesús Bermúdez          | 13 de junio | 20:00 |
| Real Mamoré       | 2 - 3 | Aurora      | Gran Mamoré             | 13 de junio | 20:00 |
| Universitario     | 0 - 0 | Real Potosí | Olímpico Patria         | 13 de junio | 20:00 |
| 1.                |       |             |                         |             |       |

Real Potosí hace historia al ganar su primer título de la Liga del Fútbol Profesional Boliviano. La Paz FC clasificó por primera vez en su historia a una competición internacional.
|                                       |
| Campeón Real Potosí 1° Título Liguero |

## Torneo Clausura

### Formato
El Torneo Clausura fue disputado entre el 22 de julio y el 9 de diciembre. El formato consistió de dos fases: una primera fase por grupos y hexagonal final.

### Primera Fase
Los doce clubes de la LFPB fueron sorteados en dos grupos de 6 equipos cada uno, cuidando que un equipo y su clásico rival no queden en el mismo grupo. Dentro de cada grupo se jugaron a dos vueltas (local y visitante) y todos los equipos jugaron dos partidos adicionales (local y visitante) con su clásico rival, en lo que se conoce como clásico inter-serie, haciendo un total de 12 partidos por equipo. Los 3 mejores equipos de cada grupo clasificaron al Hexagonal Final, además los dos equipos ganadores de sus respectivos grupos obtuvieron un punto de bonificación.
| Grupo A | Grupo A       | Grupo A | Grupo A | Grupo A | Grupo A | Grupo A | Grupo A | Grupo A | Grupo A |
| Pos     | Club          | PJ      | PG      | PE      | PP      | GF      | GC      | Pts     |         |
| ------- | ------------- | ------- | ------- | ------- | ------- | ------- | ------- | ------- | ------- |
| 1       | The Strongest | 12      | 6       | 3       | 3       | 23      | 14      | 21      |         |
| 2       | Blooming      | 12      | 6       | 3       | 3       | 14      | 10      | 21      |         |
| 3       | San José      | 12      | 4       | 5       | 3       | 18      | 17      | 17      |         |
| 4       | Universitario | 12      | 4       | 3       | 5       | 18      | 18      | 15      |         |
| 5       | Aurora        | 12      | 3       | 5       | 4       | 13      | 17      | 14      |         |
| 6       | Destroyers    | 12      | 3       | 2       | 7       | 17      | 26      | 11      |         |

| Grupo B | Grupo B           | Grupo B | Grupo B | Grupo B | Grupo B | Grupo B | Grupo B | Grupo B | Grupo B |
| Pos     | Club              | PJ      | PG      | PE      | PP      | GF      | GC      | Pts     |         |
| ------- | ----------------- | ------- | ------- | ------- | ------- | ------- | ------- | ------- | ------- |
| 1       | La Paz FC         | 12      | 7       | 2       | 3       | 12      | 6       | 23      |         |
| 2       | Wilstermann       | 12      | 5       | 3       | 4       | 19      | 17      | 18      |         |
| 3       | Real Mamoré       | 12      | 5       | 2       | 5       | 15      | 13      | 17      |         |
| 4       | Real Potosí       | 12      | 4       | 4       | 4       | 17      | 14      | 16      |         |
| 5       | Bolívar           | 12      | 4       | 2       | 6       | 16      | 20      | 14      |         |
| 6       | Oriente Petrolero | 12      | 4       | 0       | 8       | 10      | 20      | 12      |         |

|  | Clasificado al Hexagonal Final con 1 Punto de Bonificación |
|  | Clasificado al Hexagonal Final                             |

#### Fixture
| San José          | 4 - 1 | Universitario | Jesús Bermúdez          | 22 de julio | 15:30 |
| Real Potosí       | 0 - 1 | La Paz FC     | Mario Mercado           | 22 de julio | 15:30 |
| The Strongest     | 2 - 2 | Aurora        | Hernando Siles          | 22 de julio | 16:00 |
| Wilstermann       | 1 - 3 | Bolívar       | Félix Capriles          | 22 de julio | 16:00 |
| Oriente Petrolero | 1 - 0 | Real Mamoré   | Ramón Tahuichi Aguilera | 22 de julio | 18:00 |
| Destroyers        | 0 - 1 | Blooming      | Ramón Tahuichi Aguilera | 23 de julio | 20:00 |

| Real Mamoré       | 1 - 0 | Wilstermann   | Gran Mamoré             | 28 de julio | 16:00 |
| Aurora            | 2 - 0 | Blooming      | Félix Capriles          | 28 de julio | 16:00 |
| San José          | 3 - 1 | Destroyers    | Jesús Bermúdez          | 29 de julio | 15:30 |
| Universitario     | 4 - 1 | The Strongest | Olímpico Patria         | 29 de julio | 15:30 |
| Bolívar           | 0 - 2 | La Paz FC     | Hernando Siles          | 29 de julio | 16:00 |
| Oriente Petrolero | 2 - 1 | Real Potosí   | Ramón Tahuichi Aguilera | 29 de julio | 18:00 |

| Wilstermann   | 3 - 1 | Oriente Petrolero | Félix Capriles         | 3 de agosto | 20:00 |
| Real Potosí   | 4 - 1 | Bolívar           | Mario Mercado          | 5 de agosto | 15:30 |
| La Paz FC     | 1 - 0 | Real Mamoré       | Hernando Siles         | 5 de agosto | 16:00 |
| The Strongest | 4 - 0 | San José          | Hernando Siles         | 5 de agosto | 18:00 |
| Blooming      | 2 - 1 | Universitario     | Ramón Tahuichi Aguilea | 5 de agosto | 18:00 |
| Destroyers    | 1 - 2 | Aurora            | Ramón Tahuichi Aguilea | 5 de agosto | 20:00 |

| La Paz FC     | 1 - 0 | San José          | Hernando Siles          | 11 de agosto | 16:00 |
| Universitario | 1 - 1 | Real Potosí       | Olímpico Patria         | 12 de agosto | 15:30 |
| The Strongest | 2 - 0 | Bolívar           | Hernando Siles          | 12 de agosto | 16:00 |
| Wilstermann   | 2 - 0 | Aurora            | Félix Capriles          | 12 de agosto | 16:00 |
| Blooming      | 2 - 1 | Oriente Petrolero | Ramón Tahuichi Aguilera | 12 de agosto | 18:00 |
| Destroyers    | 3 - 2 | Real Mamoré       | Ramón Tahuichi Aguilera | 13 de agosto | 20:00 |

| San José          | 1 - 1 | Blooming    | Jesús Bermúdez          | 25 de agosto | 15:30 |
| Universitario     | 2 - 0 | Aurora      | Olímpico Patria         | 26 de agosto | 15:30 |
| Wilstermann       | 2 - 2 | Real Potosí | Félix Capriles          | 26 de agosto | 16:00 |
| The Strongest     | 5 - 0 | Destroyers  | Hernando Siles          | 26 de agosto | 16:00 |
| Real Mamoré       | 2 - 1 | Bolívar     | Gran Mamoré             | 26 de agosto | 18:00 |
| Oriente Petrolero | 1 - 0 | La Paz FC   | Ramón Tahuichi Aguilera | 29 de agosto | 20:00 |

| Bolívar     | 2 - 0 | Oriente Petrolero | Hernando Siles          | 1 de septiembre | 16:00 |
| Aurora      | 0 - 1 | San José          | Félix Capriles          | 1 de septiembre | 16:00 |
| Real Potosí | 2 - 0 | Real Mamoré       | Mario Mercado           | 2 de septiembre | 15:30 |
| La Paz FC   | 0 - 0 | Wilstermann       | Hernando Siles          | 2 de septiembre | 16:00 |
| Destroyers  | 0 - 0 | Universitario     | Ramón Tahuichi Aguilera | 2 de septiembre | 18:00 |
| Blooming    | 0 - 0 | The Strongest     | Ramón Tahuichi Aguilera | 2 de septiembre | 20:00 |

| Oriente Petrolero | 0 - 1 | Bolívar     | Ramón Tahuichi Aguilera | 5 de septiembre | 20:00 |
| San José          | 2 - 2 | Aurora      | Jesús Bermúdez          | 5 de septiembre | 20:00 |
| Wilstermann       | 0 - 1 | La Paz FC   | Félix Capriles          | 5 de septiembre | 20:00 |
| Universitario     | 4 - 1 | Destroyers  | Olímpico Patria         | 5 de septiembre | 20:00 |
| Real Mamoré       | 1 - 1 | Real Potosí | Gran Mamoré             | 6 de septiembre | 18:00 |
| The Strongest     | 1 - 0 | Blooming    | Hernando Siles          | 6 de septiembre | 20:00 |

| Aurora        | 0 - 0 | Bolívar           | Félix Capriles          | 16 de septiembre | 16:00 |
| Universitario | 1 - 1 | San José          | Olímpico Patria         | 16 de septiembre | 16:00 |
| Bolívar       | 2 - 3 | Wilstermann       | Hernando Siles          | 16 de septiembre | 16:00 |
| La Paz FC     | 1 - 0 | Real Potosí       | Hernando Siles          | 16 de septiembre | 18:00 |
| Real Mamoré   | 3 - 0 | Oriente Petrolero | Gran Mamoré             | 16 de septiembre | 18:00 |
| Blooming      | 2 - 1 | Destroyers        | Ramón Tahuichi Aguilera | 16 de septiembre | 20:00 |

| Blooming      | 3 - 0 | Aurora            | Ramón Tahuichi Aguilera | 19 de septiembre | 18:00 |
| Destroyers    | 4 - 3 | San José          | Ramón Tahuichi Aguilera | 19 de septiembre | 20:00 |
| Real Potosí   | 2 - 0 | Oriente Petrolero | Mario Mercado           | 19 de septiembre | 20:00 |
| La Paz FC     | 1 - 2 | Bolívar           | Hernando Siles          | 19 de septiembre | 20:00 |
| The Strongest | 4 - 1 | Universitario     | Hernando Siles          | 20 de septiembre | 20:00 |
| Wilstermann   | 2 - 1 | Real Mamoré       | Félix Capriles          | 20 de septiembre | 20:00 |

| San José    | 1 - 1 | La Paz FC         | Jesús Bermúdez          | 23 de septiembre | 15:30 |
| Real Potosí | 2 - 1 | Universitario     | Mario Mercado           | 23 de septiembre | 15:30 |
| Bolívar     | 2 - 3 | The Strongest     | Hernando Siles          | 23 de septiembre | 16:00 |
| Aurora      | 1 - 1 | Wilstermann       | Félix Capriles          | 23 de septiembre | 16:00 |
| Real Mamoré | 1 - 0 | Destroyers        | Gran Mamoré             | 23 de septiembre | 18:00 |
| Blooming    | 2 - 1 | Oriente Petrolero | Ramón Tahuichi Aguilera | 24 de septiembre | 18:00 |

| Bolívar           | 0 - 0 | Real Potosí   | Hernando Siles          | 26 de septiembre | 20:00 |
| Aurora            | 2 - 2 | Destroyers    | Félix Capriles          | 27 de septiembre | 20:00 |
| Oriente Petrolero | 2 - 1 | Wilstermann   | Ramón Tahuichi Aguilera | 27 de septiembre | 20:00 |
| San José          | 1 - 0 | The Strongest | Jesús Bermúdez          | 27 de septiembre | 20:00 |
| Universitario     | 1 - 0 | Blooming      | Olímpico Patria         | 27 de septiembre | 20:00 |
| Real Mamoré       | 1 - 0 | La Paz FC     | Gran Mamoré             | 28 de septiembre | 18:00 |

| La Paz FC   | 2 - 1 | Oriente Petrolero | Hernando Siles          | 30 de septiembre | 14:00 |
| Bolívar     | 2 - 2 | Real Mamoré       | Hernando Siles          | 30 de septiembre | 16:00 |
| Real Potosí | 2 - 4 | Wilstermann       | Mario Mercado           | 30 de septiembre | 16:00 |
| Aurora      | 2 - 1 | Universitario     | Félix Capriles          | 30 de septiembre | 16:00 |
| Destroyers  | 4 - 1 | The Strongest     | Ramón Tahuichi Aguilera | 30 de septiembre | 16:00 |
| Blooming    | 1 - 1 | San José          | Ramón Tahuichi Aguilera | 30 de septiembre | 18:00 |

### Hexagonal Final
Los seis equipos clasificados jugaron a dos vueltas (local y visitante) haciendo un total de 10 fechas. En caso de que dos equipos quedan empatados en puntos en la primera posición disputarán partidos de desempate para definir al Campeón.
| Posición | Equipos             | PJ | Pts | Dif |
| -------- | ------------------- | -- | --- | --- |
| 1º       | San José (2)        | 10 | 18  | +2  |
| 2º       | La Paz FC (1) , (2) | 10 | 18  | +2  |
| 3º       | Blooming            | 10 | 15  | +4  |
| 4º       | Real Mamoré         | 10 | 15  | +1  |
| 5º       | The Strongest (1)   | 10 | 12  | +4  |
| 6º       | Wilstermann         | 10 | 7   | -13 |

Pos = Posición; PJ = Partidos Jugados; Pts = Puntos ; Dif = Diferencia de goles.
(1) Reciben un punto de Bonificación por ganar su grupo en la fase previa ; (2) Empate en puntos en primer lugar, ver definición del campeonato

#### Fixture
| Blooming    | 0 - 0 | Real Mamoré   | Ramón Tahuichi Aguilera | 20 de octubre | 16:00 |
| La Paz FC   | 1 - 2 | San José      | Hernando Siles          | 21 de octubre | 17:00 |
| Wilstermann | 1 - 0 | The Strongest | Félix Capriles          | 21 de octubre | 19:00 |

| La Paz FC | 2 - 2 | Real Mamoré   | Hernando Siles          | 24 de octubre | 18:00 |
| Blooming  | 5 - 0 | Wilstermann   | Ramón Tahuichi Aguilera | 24 de octubre | 20:30 |
| San José  | 1 - 0 | The Strongest | Jesús Bermúdez          | 25 de octubre | 20:00 |

| Wilstermann   | 0 - 2 | La Paz FC | Félix Capriles | 27 de octubre | 20:00 |
| The Strongest | 0 - 0 | Blooming  | Hernando Siles | 28 de octubre | 15:30 |
| Real Mamoré   | 3 - 2 | San José  | Gran Mamoré    | 28 de octubre | 16:00 |

| San José  | 1 - 0 | Real Mamoré   | Jesús Bermúdez          | 31 de octubre  | 20:00 |
| Blooming  | 2 - 1 | The Strongest | Ramón Tahuichi Aguilera | 31 de octubre  | 20:30 |
| La Paz FC | 2 - 1 | Wilstermann   | Hernando Siles          | 1 de noviembre | 20:00 |

| San José    | 1 - 1 | Blooming      | Jesús Bermúdez | 4 de noviembre | 15:00 |
| La Paz FC   | 2 - 1 | The Strongest | Hernando Siles | 4 de noviembre | 15:30 |
| Real Mamoré | 2 - 0 | Wilstermann   | Gran Mamoré    | 4 de noviembre | 17:00 |

| San José      | 2 - 1 | La Paz FC   | Jesús Bermúdez | 7 de noviembre | 20:00 |
| Real Mamoré   | 0 - 1 | Blooming    | Gran Mamoré    | 8 de noviembre | 16:00 |
| The Strongest | 3 - 0 | Wilstermann | Hernando Siles | 8 de noviembre | 20:00 |

| The Strongest | 7 - 0 | Real Mamoré | Hernando Siles          | 24 de noviembre | 15:30 |
| San José      | 4 - 2 | Wilstermann | Jesús Bermúdez          | 25 de noviembre | 15:30 |
| Blooming      | 2 - 4 | La Paz FC   | Ramón Tahuichi Aguilera | 25 de noviembre | 18:00 |

| The Strongest | 3 - 3 | San José  | Hernando Siles | 28 de noviembre | 20:00 |
| Real Mamoré   | 1 - 1 | La Paz FC | Gran Mamoré    | 29 de noviembre | 16:00 |
| Wilstermann   | 3 - 1 | Blooming  | Félix Capriles | 29 de noviembre | 20:00 |

| The Strongest | 4 - 1 | La Paz FC   | Hernando Siles          | 2 de diciembre | 15:40 |
| Wilstermann   | 1 - 2 | Real Mamoré | Félix Capriles          | 2 de diciembre | 16:00 |
| Blooming      | 2 - 0 | San José    | Ramón Tahuichi Aguilera | 2 de diciembre | 18:00 |

| La Paz FC   | 2 - 1 | Blooming      | Hernando Siles | 5 de diciembre | 20:00 |
| Wilstermann | 0 - 0 | San José      | Félix Capriles | 5 de diciembre | 20:00 |
| Real Mamoré | 6 - 1 | The Strongest | Gran Mamoré    | 5 de diciembre | 20:00 |

### Definición del Campeonato
Los equipos de San José y La Paz FC definieron el campeonato en partidos de ida y vuelta. El campeón clasificó a la Copa Libertadores 2008 como Bolivia 2.
| 9 de diciembre de 2007, 15:40 (UTC-4) | La Paz FC                               | 2:2 (0:1) | San José                                 | Estadio Hernando Siles, La Paz                                |                                                               |
|                                       | Dayson Gualé 69' · Ronald Gutiérrez 79' | Reporte   | Alex Da Rosa 20' · Lisandro Moyano 90+1' | Asistencia: 12.678 espectadores Árbitro(s): Joaquín Antequera | Asistencia: 12.678 espectadores Árbitro(s): Joaquín Antequera |

| 12 de diciembre de 2007, 20:00 (UTC-4) | San José         | 1:0 (1:0) | La Paz FC | Estadio Jesús Bermúdez, Oruro                               |                                                             |
|                                        | Alex Da Rosa 32' | Reporte   |           | Asistencia: 32.000 espectadores Árbitro(s): Hebert Aguilera | Asistencia: 32.000 espectadores Árbitro(s): Hebert Aguilera |

|                                                                    |
| Campeón San José 2.o Título Liguero 3.o Título de Primera División |

## Clasificación a torneos Conmebol

### Copa Libertadores 2008
| Cupo      | Equipo            | Fase           | Método de clasificación   |
| --------- | ----------------- | -------------- | ------------------------- |
| Bolivia 1 | Real Potosí       | Fase de grupos | Campeón del Apertura 2007 |
| Bolivia 2 | San José          | Fase de grupos | Campeón del Clausura 2007 |
| Bolivia 3 | La Paz F. C. Nota | Primera fase   | Subcampeón del Clausura   |

### Copa Sudamericana 2008
| Cupo      | Equipo       | Fase            | Método de clasificación    |
| --------- | ------------ | --------------- | -------------------------- |
| Bolivia 1 | Bolívar Nota | Primera fase    | Subcampeón del Apertura    |
| Bolivia 2 | Blooming     | Fase preliminar | Tercer puesto del Clausura |

Nota: Ver serie de desempate entre Subcampeones

### Desempate entre Subcampeones
| 16 de diciembre de 2007, 15:30 (UTC-4) | Bolívar          | 1:2 (1:2) | La Paz FC                           | Estadio Félix Capriles, Cochabamba                        |                                                           |
|                                        | Luis Torrico 13' | Reporte   | Diómedes Peña 1' · Dayson Gualé 37' | Asistencia: 5.028 espectadores Árbitro(s): Marcelo Ortubé | Asistencia: 5.028 espectadores Árbitro(s): Marcelo Ortubé |

| 19 de diciembre de 2007, 20:00 (UTC-4) | La Paz FC                                | 2:1 (2:1) | Bolívar             | Estadio Hernando Siles, La Paz                            |                                                           |
|                                        | Ronald Gutiérrez 29' · Diómedes Peña 37' | Reporte   | Juan Doyle Vaca 19' | Asistencia: 8.806 espectadores Árbitro(s): Marcelo Ortubé | Asistencia: 8.806 espectadores Árbitro(s): Marcelo Ortubé |

## Descensos y Ascensos
Para establecer el descenso directo e indirecto a final de la Temporada 2007, se aplicó el punto promedio a los torneos de las Temporadas 2006 y 2007.

| Pos. | Equipo            | 2006 | 2007 | Total | PJ | Prom.  |
| ---- | ----------------- | ---- | ---- | ----- | -- | ------ |
| 1.   | Bolívar           | 68   | 51   | 119   | 68 | 1.7500 |
| 2.   | Real Potosí       | 63   | 55   | 118   | 68 | 1.7353 |
| 3.   | Wilstermann       | 53   | 53   | 106   | 68 | 1.5588 |
| 4.   | Blooming          | 53   | 52   | 105   | 68 | 1.5441 |
| 5.   | Universitario     | 62   | 40   | 102   | 68 | 1.5000 |
| 6.   | Oriente Petrolero | 54   | 46   | 100   | 68 | 1.4706 |
| 7.   | San José          | 53   | 44   | 97    | 68 | 1.4265 |
| 8.   | The Strongest     | 38   | 52   | 90    | 68 | 1.3236 |
| 9.   | La Paz FC         | 27   | 58   | 85    | 68 | 1.2500 |
| 10.  | Real Mamoré       | –    | 41   | 41    | 34 | 1.2059 |
| 11.  | Aurora            | 29   | 42   | 71    | 68 | 1.0441 |
| 12.  | Destroyers        | 33   | 37   | 70    | 68 | 1.0294 |

|  |                                                                                            |
|  | Jugará el descenso indirecto contra el 2º de la Copa Simón Bolívar que es Nacional Potosí. |
|  | Descendió a la Segunda División.                                                           |

### Ascenso - Descenso Indirecto
| Club            | Ida | Vuelta |
| --------------- | --- | ------ |
| Aurora (*)      | 3   | 2      |
| Nacional Potosí | 0   | 2      |

(*) = Local en el partido de ida
|  | Aurora: Permanece en 1.ª División. |